# Rhabdomastix (Rhabdomastix) illudens
Rhabdomastix (Rhabdomastix) illudens is een tweevleugelige uit de familie steltmuggen (Limoniidae). De soort komt voor in het Neotropisch gebied.